# Gian Antonio Bernasconi
Gian Antonio Bernasconi (Milano, 1911 – circa 1991) è stato un architetto e giornalista italiano.

## Biografia

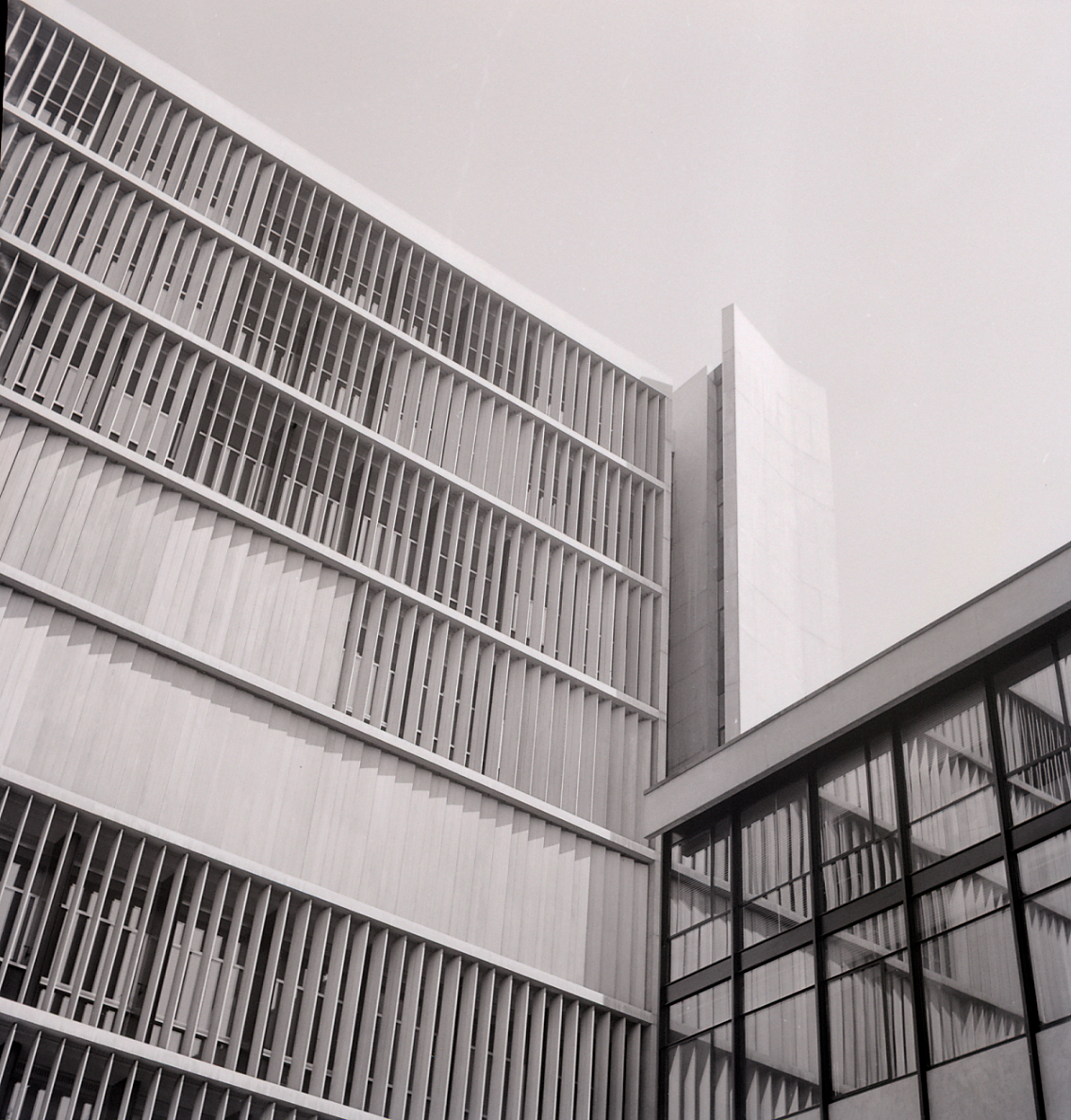
Palazzo degli uffici e della presidenza dell'Olivetti, in via Clerici a Milano (1951-1954). Foto di Paolo Monti.

Gian Antonio Bernasconi nacque a Milano nel 1911, dove studiò architettura e si laureò nel 1936.
Architetto di numerosi progetti per sedi di uffici, di scuole, di negozi, oltre che interessato ai problemi urbanistici, nel 1938 incominciò la sua collaborazione con Adriano Olivetti, dapprima come consulente di design e, dal 1945, come direttore dell'Ufficio Architettura Olivetti, che si concretizzò con la realizzazione, assieme a Marcello Nizzoli e Annibale Fiocchi, del palazzo degli uffici e della presidenza dell'Olivetti, in via Clerici a Milano (1951-1954), dove l'inserimento della costruzione in una tranquilla via del centro storico fu temperato da un'architettura ineccepibile, grazie all'uso di decorazioni in facciata e alla presenza all'interno di sculture marmoree che sottolinearono il carattere monumentale dell'edificio secondo i canoni dell'International style della fine degli anni cinquanta, anche se l'utilizzo di frangi-sole verticali di alluminio ne ridusse la chiarezza di ordine interpretativo, fu insignito del primo premio all'Esposizione internazionale di architettura di San Paolo del Brasile; a quest'opera seguì il Palazzo Uffici Olivetti a Ivrea (1960-1963).
Dal 1950 Bernasconi svolse la sua attività in collaborazione con il fratello Emiliano (Milano 1919), eseguendo dal 1955 al 1957, la sede della ditta Altimani a Milano, dove lo stile trovò una risoluzione equilibrata nei volumi e nel saggio uso di materiali, particolarmente del mattone a vista; assieme a G. Mercandino, studiarono e attuarono il Piano di sviluppo turistico della provincia di Novara (1960), uno dei loro più riusciti lavori urbanistici.
Dal 1960 al 1971 Gian Antonio Bernasconi si dedicò anche all'insegnamento, come docente di Composizione Architettonica in numerose università italiane, tra cui la facoltà di architettura dell’Università degli studi di Genova fino al 1980.
Dall'agosto 1965 al maggio 1970 si occupò di giornalismo, dirigendo la rivista di architettura, urbanistica e design Casabella.
Fra le costruzioni di Gian Antonio Bernasconi si possono menzionare: la raffineria di Volpiano (Torino, 1971), la Petroleum House a Il Cairo (1977), il complesso per i servizi della Cassa di Risparmio di Pistoia e Pescia (1976-1980) e la Cassa di Risparmio di Lucca (1982-1985).

## Opere
- Palazzo degli uffici e della presidenza dell'Olivetti, in via Clerici a Milano (1951-1954);
- Sede della ditta Altimani, a Milano (1955-1957);
- Piano di sviluppo turistico della provincia di Novara (1960);
- Palazzo Uffici Olivetti, a Ivrea (1960-1963);
- Raffineria di Volpiano, a Torino (1971);
- Petroleum House, a Il Cairo (1977);
- Complesso per i servizi della Cassa di Risparmio di Pistoia e Pescia (1976-1980);
- Cassa di Risparmio di Lucca (1982-1985).